# Dienstprogramm
Als Dienstprogramm oder auch Hilfsprogramm (von englisch utility software) werden Computerprogramme bezeichnet, die Betriebssysteme oder Anwendungssoftware mit zusätzlichen Funktionen unterstützen. Als Bestandteil eines Betriebssystems zählt es zur Systemsoftware.
Dienstprogramme sind eine Kategorie bei der Einteilung von Computerprogrammen (Software) nach Arten, lassen sich ihrerseits jedoch ebenfalls in Unterkategorien einteilen. Bei den meisten modernen Betriebssystemen finden sich vorinstallierte Dienstprogramme, die mehr oder weniger in das Betriebssystem integriert sind und oft auch nur auf einer bestimmten Version eines Betriebssystems lauffähig sind.

## Funktionen und weitere Einzelheiten
Zu den Funktionen, die Dienstprogramme ausführen, gehören zum Beispiel:
- Anzeige und Bearbeiten von einfachen Textdateien; das sind Texteditoren, nicht aber Programme für die Textverarbeitung
- Barrierefreiheit (englisch Accessibility)
- Defragmentierung eines Dateisystems
- Druckerverwaltung, u. a. Konfiguration von Druckern und Spooler für Druckaufträge
- Einplanung und Ausführungssteuerung für Tasks der Stapel- oder Hintergrundverarbeitung
- Festplattenverwaltung
- Information über Hardware, Betriebssystem und laufende Prozesse; z. B. Prozessmanager oder Diagnoseprogramme
- Konfigurieren der Hardware und des Betriebssystems
- Konvertieren von Dateiformaten
- Kopieren, Sortieren, Sichern und Wiederherstellen von Dateien
- Netzwerkverwaltung
- Statistik- und Abrechnung, die die Auslastung der Hardware oder die Benutzungsgebühren ermitteln
- Verwaltung von Benutzern

## Dienste
Einige Dienstprogramme laufen eventuell auch als Hintergrundprozess, bei unixoiden Systemen traditionell mit Daemon bezeichnet.
Bei Windows, dem Betriebssystem von Microsoft, werden Programme, die als Dienste bzw. Services im Hintergrund laufen, oft (eventuell maschinell) mit Dienstprogramme (von englisch Service Programs) übersetzt.